# Małe bogate biedactwo
Małe bogate biedactwo (ang. The Poor Little Rich Girl) – amerykański niemy film z 1917 roku w reżyserii Maurice’a Tourneura.

## Obsada
- Mary Pickford
- Madlaine Traverse
- Charles Wellesley

## Wyróżnienia
| Data wpisania | National Film Registry |
| ------------- | --- |
| 1991          | Lista filmów budujących dziedzictwo kulturalne USA utworzona przez National Film Preservation Board i przechowywana w Bibliotece Kongresu Stanów Zjednoczonych |